# Медон (Аргос)
Медон (на старогръцки: Μέδων, Medon) в гръцката митология е цар на Аргос през 11 век пр.н.е., син на цар Кейс и брат на Марон и Флиант. Той е внук на Темен.
Медон става цар на Аргос след баща си. Вероятно той няма деца и е последван на трона от брат му Марон.